# Pure Desmond
Albums de Paul Desmond
Skylark
(1973)
Pure Desmond est un album de cool jazz enregistré en septembre 1974 par le saxophoniste américain Paul Desmond.
Par l'intermédiaire de son ancien guitariste Jim Hall, Paul Desmond « a trouvé à Toronto un guitariste peu connu et splendide, Ed Bickert, qui est devenu son nouveau compagnon de concert en 1974, et cet album était destiné à montrer sa découverte. En fait, cet album a déclenché une renaissance de Desmond par laquelle il a retrouvé une bonne partie de l'étincelle de ses collaborations avec Hall, même s'il était démodé de jouer de cette façon en 1974. ».

## Historique

### Contexte
Après l'éclatement du Dave Brubeck Quartet en 1967, Paul Desmond continue d'enregistrer sous son propre nom en travaillant avec un large éventail de musiciens comme Gerry Mulligan et Jim Hall
En 1973, il signe de nouveau avec le label CTI records de Creed Taylor avec qui il a eu un bref contrat à la fin des années 1960. Lors du premier disque, Skylark, Desmond accepte le penchant personnel de Creed Taylor pour une approche semi-symphonique.
Mais, selon Richard S. Ginell, « Après l'aventure expérimentale de l'album Skylark en 1973, Paul Desmond revient en 1974 au format de quatuor décontracté qui lui convenait bien dans le passé ».

### Enregistrement et production
Produit par Creed Taylor, le fondateur du label CTI (Creed Taylor Inc.), le disque est enregistré les 24, 25 et 26 septembre 1974 par Rudy Van Gelder dans le Van Gelder Recording Studio à Englewood Cliffs dans le New Jersey,,.
En fait, selon la jaquette du CD Sony Legacy 5127882, les 8 titres figurant sur le LP originel ont été enregistrés le 25 septembre (Nuages, Why Shouldn't I et Till The Clouds Roll By) et le 26 septembre (les 5 autres titres) et ce sont uniquement les prises alternatives (alternate takes) de Squeeze Me et de Till The Clouds Roll By qui ont été enregistrées le 24 septembre.
Mais le site CTI Discography mentionne la prise officielle de Squeeze Me comme ayant été enregistrée le 24 également.

### Publication
L'album sort en disque vinyle long playing (LP) le 16 mai 1975 sur le label CTI Records sous la référence CTI 6059,,.
La photographie qui orne la jaquette est de Pete Turner et le design de l'album est de Bob Ciano.

### Rééditions
L'album est réédité à maintes reprises en disque vinyle LP de 1976 à 1983 par le label CTI Records.
À partir de juin 1987, Pure Desmond est publié en CD sur les labels CTI, CBS, Sony, Columbia, Epic, King Japan et Masterworks Jazz,,.
Il est d'ailleurs un des premiers albums de CTI à être publié en CD.

## Description
Sur cet album, Paul Desmond  est secondé par Ed Bickert à la guitare, Ron Carter à la contrebasse et Connie Kay à la batterie,,.

## Accueil critique
Le site AllMusic attribue 4 étoiles à l'album Pure Desmond. 
Le critique musical Richard S. Ginell d'AllMusic souligne que « Just Squeeze Me, Everything I Love et Til the Clouds Roll By sont les meilleurs exemples de l'empathie à l'œuvre ici, mais n'importe quel morceau fera l'affaire ». Pour Ginell, « Bickert est un musicien encore plus réservé que Hall, plus doux dans le toucher et le tempérament, mais éminemment musical, assez pour stimuler la créativité de Desmond ».
Pour Didier C. Deutsch, auteur de la notice du CD Sony de 2003, « Avec un style qui semblait encore plus sobre que celui de Jim Hall, Bickert a apporté à l'enregistrement une douceur subtile et discrète qui a ébranlé le style cool typique de Desmond et l'a poussé à porter son propre jeu à de plus hauts niveaux d'expression ». Et Deutsch de conclure « Pure Desmond est ainsi devenu l'un des albums les plus connus de l'artiste et jouit d'un statut particulier parmi les amateurs de jazz ».

## Liste des morceaux
| 1.    | Squeeze Me              | Duke Ellington / Lee Gaines      | 4:33 |
| 2.    | I'm Old Fashioned       | Jerome Kern / Johnny Mercer      | 4:53 |
| 3.    | Nuages                  | Jacques Larue / Django Reinhardt | 4:22 |
| 4.    | Why Shouldn't I         | Cole Porter                      | 3:38 |
| 5.    | Everything I Love       | Cole Porter                      | 3:41 |
| 6.    | Warm Valley             | Duke Ellington                   | 4:30 |
| 7.    | Till The Clouds Roll By | Jerome Kern / P.G. Wodehouse     | 4:09 |
| 8.    | Mean To Me              | Fred E. Ahlert / Roy Turk        | 5:10 |
| 58:25 |                         |                                  |      |

## Musiciens
- Paul Desmond : saxophone alto
- Ed Bickert : guitare
- Ron Carter : contrebasse
- Connie Kay : batterie